# Westring (Quartier)
Das Wuppertaler Wohnquartier Westring ist eines von neun Quartieren des Stadtbezirks Vohwinkel.

## Geographie
Das 2,29 km² große Wohnquartier erstreckt sich südöstlich des Vohwinkeler Zentrums in Ost-West-Richtung zwischen der Bahnstrecke Düsseldorf–Elberfeld, der Haaner Straße, der namensgebenden Straße Westring nördlich und der Bundesautobahn 46  südlich. Im Westen grenzt es an die Stadt Haan, die Ostgrenze bei den Gemarkungen Rottscheidt und Stackenberg berührt den Vohwinkeler Stadtwald östlich des Friedhofs Ehrenhainstraße.

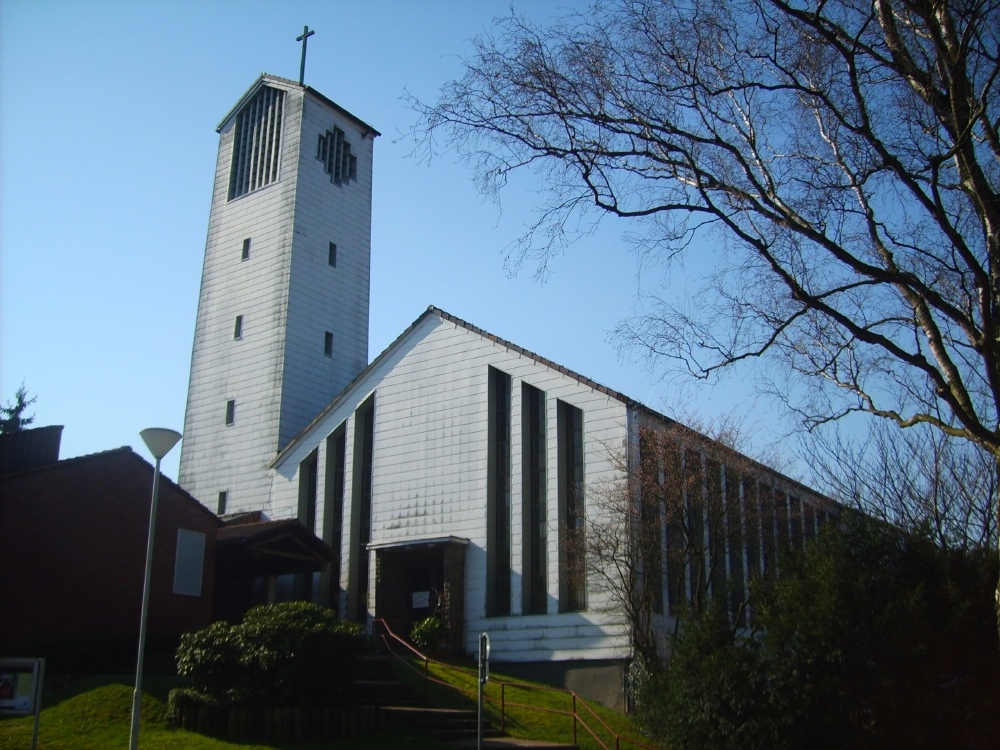
Die evangelische Kirche auf dem Bremkamp

Das Gebiet des Quartiers wurde erst nach der Stadtgründung Wuppertals 1929 bebaut. Die 1939 gegründete Siedlung am Bremkamp bildet mit der evangelischen Kirche am Bremkamp und der katholischen Kirche St. Ludger das Zentrum des Quartiers. Zur Infrastruktur zählen 2 Grundschulen.
Das Quartier ist relativ locker bebaut, im äußersten Südwesten wird das Gelände um die Hofschaften Wibbeltrath und Bolthausen landwirtschaftlich genutzt, vier Kleingartenanlagen entlang der Bäche sowie je ein katholischer und ein evangelischer Friedhof bilden ausgedehnte Grünflächen. Die im Wohnquartier entspringenden Bäche Kleine Düssel, Krudtscheider Bach, Bremkampbach und Kinderbuschbach entwässern in die Düssel, Rottscheidter und Stackenberger Bach entwässern östlich zur Wupper.
Das Gelände des Rangierbahnhofs Vohwinkel an der Bahnstrecke Düsseldorf–Elberfeld soll zukünftig in ein Gewerbegebiet umgewidmet werden.